# 갈만로
갈만로(葛蔓盧, ?~?)는 고구려의 장수이다. 436년, 북위(北魏)의 공격을 받은 북연(北燕)을 돕기 위해 파견된 고구려 원정군의 사령관으로 참전했다.